# Kazanlăks flygplats
Letisjte Klvatja (bulgariska: Летище Кълвача) är en flygplats i Bulgarien.   Den ligger i regionen Chaskovo, i den centrala delen av landet, 170 km öster om huvudstaden Sofia. Letisjte Klvatja ligger 333 meter över havet.
Terrängen runt Letisjte Klvatja är kuperad österut, men västerut är den platt. Närmaste större samhälle är Kazanlăk, 3,7 km nordväst om Letisjte Klvatja.
Trakten runt Letisjte Klvatja består till största delen av jordbruksmark. Runt Letisjte Klvatja är det ganska tätbefolkat, med 108 invånare per kvadratkilometer.